# ヤロスラフ・フォーゲル
ヤロスラフ・フォーゲル（Jaroslav Vogel、1894年1月11日 - 1970年2月2日）は、チェコ出身の指揮者。
プルゼニの生まれ。
作曲家だった父カレルから音楽の手ほどきを受け、オタカール・シェフチークにヴァイオリン、ヴィーチェスラフ・ノヴァークに作曲を学んだ。
1910年にミュンヘンに行ってヴィクトル・グルトに対位法を学び、パリのスコラ・カントルムでヴァンサン・ダンディの教えも受けた。
1914年から翌年まで地元プルゼニの歌劇場の指揮者を務め、第一次世界大戦従軍後の1919年から1923年までオストラヴァの歌劇場の指揮者陣に加わった。1923年からチェコ・フィルハーモニー管弦楽団やチェコ鉄道管弦楽団などに客演して実績を積み、1927年からオストラヴァの歌劇場に首席指揮者として復帰し、1943年まで在籍した。第二次世界大戦後は、チェコ各地のオーケストラや歌劇場に客演したが、1949年からプラハの国民劇場の首席指揮者となった。1959年にブルノ国立フィルハーモニー管弦楽団の首席指揮者に転出し、1962年まで務めた。
作曲家としてオペラを4作ほど手がけているほか、音楽学者としてレオシュ・ヤナーチェクの伝記なども執筆している。
プラハにて死去。